# Chengguan (sockenhuvudort i Kina, Xinjiang Uygur Zizhiqu, lat 38,91, long 76,16)
Chengguan är en sockenhuvudort i Kina. Den ligger i den autonoma regionen Xinjiang, i den nordvästra delen av landet, omkring 1 100 kilometer sydväst om regionhuvudstaden Ürümqi. Antalet invånare är 13 058. Befolkningen består av 6 301 kvinnor och 6 757 män. Barn under 15 år utgör 24,0 %, vuxna 15-64 år 71 %, och äldre över 65 år 4,0 %.
Runt Chengguan är det ganska tätbefolkat, med 67 invånare per kvadratkilometer. Närmaste större samhälle är Mangxing, 3,4 km öster om Chengguan. Trakten runt Chengguan är ofruktbar med lite eller ingen växtlighet.
Genomsnittlig årsnederbörd är 150 millimeter. Den regnigaste månaden är juni, med i genomsnitt 25 mm nederbörd, och den torraste är januari, med 4 mm nederbörd.